# Mariëngaarde

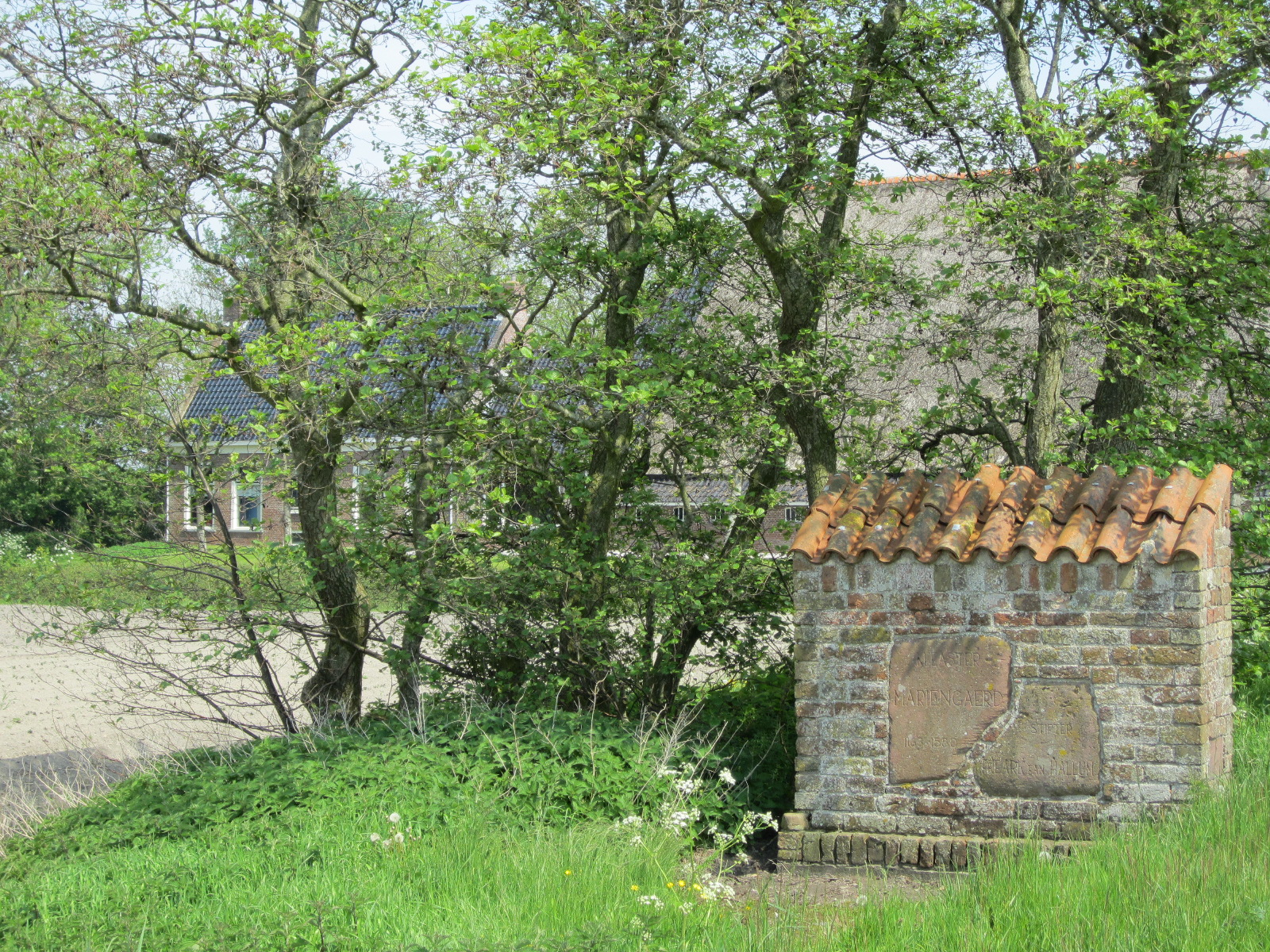
Monument bij boerderij op het voormalig kloosterterrein

Mariëngaarde of "(H)orta Sanctae Mariae" was een klooster in de Nederlandse provincie Friesland, gelegen ten zuidwesten van het dorp Hallum, nabij de buurtschap Hallumerhoek. Het werd gesticht in 1163 door Frederik van Hallum en was het eerste norbertijner klooster in de Friese landen. De vroege geschiedenis van het klooster is grotendeels overgeleverd in een drietal vitae: de Vita Fretherici, de Vita Siardi en de Vita Sibrandi, Iarici et Ethelgeri. Van het klooster zelf resteert slechts de gracht en een aantal stenen, geplaatst in een monument. Op het voormalige kloosterterrein staat tegenwoordig een boerderij, het terrein wordt als archeologisch monument beschermd. Bij de toegangsweg staat een informatiepaneel met daarop onder andere de mogelijke plattegrond van het klooster.

## De stichting
De stichting van het klooster wordt beschreven in de Vita Fretherici, het leven van Frederik van Hallum. Frederik had een opleiding gehad in Münster en was benoemd tot pastoor in Hallum. Hij had de wens om een kloostergemeenschap te beginnen, maar waarschijnlijk nog niet de middelen. De inkomsten uit de kerk van Hallum kon hij daarbij niet missen, hetgeen zijn uiteindelijke keuze voor een orde mede bepaald lijkt te hebben. In de regio was al een klooster van de cisterciënzers, maar die orde stond geen seculiere activiteit van zijn broeders toe. Overigens waren de inkomsten uit de kerk niet toereikend om een stichting mogelijk te maken. Pas na het overlijden van zijn moeder durfde Frederik de stichting aan.
De Norbertijnen kenden als regel dat een nieuw klooster de paterniteit nodig had van een al bestaand klooster. Frederik was eerder in het klooster van Marienweerd in Gelre geweest, dus het lag voor de hand dat hij daar een verzoek tot paterniteit zou doen. Mariënweerd lag bovendien in  hetzelfde bisdom. Toch komt hij uiteindelijk terecht in Steinfurt. De reden om het buiten het bisdom te zoeken is niet bekend, hoewel duidelijk is dat Frederik door zijn opleiding al een band had met het bisdom Münster.

## De abten
Van veel middeleeuwse kloosters in Friesland is slechts fragmentarisch informatie overgeleverd. Mariëngaarde is, door de Vitae, een positieve uitzondering. Dankzij de Vitae hebben we een redelijk duidelijk beeld van de beginjaren van het klooster. Naast Frederik zijn er van vier opvolgers Vitae bewaard gebleven. De Vita van Frederik is waarschijnlijk geschreven door een van die vier, Sibrand van Mariëngaarde, die in 1230 tot abt werd verkozen.
De belangrijkste opvolger van Frederik is echter Siardus die van 1194 tot 1230 abt was. Siard heeft een eigen vita die vooral geschreven lijkt als model voor een roeping tot het monnikenleven. Zijn vita eindigt dan ook met een opsomming van de wonderen die aan hem worden toegeschreven.

## Bezit
Hoewel armoede een van de drie geloften was die de toetredende broeders moesten afleggen, waren de middeleeuwse kloosters zelf redelijk welvarende instellingen. Mariëngaarde was zeker niet het meest welvarende klooster in het middeleeuwse Friesland, dat was Aduard, maar het had een stevige economische basis. Landbezit was daarbij het fundament.
Het bezit van het klooster werd in de beginjaren grotendeels geëxploiteerd door het klooster zelf middels uithoven. Van Mariëngaarde is bekend dat het dergelijke grangia had op de eilanden Griend en Marken, daarnaast in Bakkeveen, (niet voor de turf, maar voor de wol); en een stadshuis in Groningen. Dat stadshuis was oorspronkelijk wellicht bedoeld als stapelplaats, hoewel daar geen nadere aanwijzingen voor te vinden zijn. Wel is zeker dat meerdere Friese kloosters, ook Mariëngaarde, in de dertiende eeuw zelf handel dreven met Hamburg en Vlaanderen, een stapelplaats in de enige stad in het noorden past in dat verband.

## Dochters
Een middeleeuws klooster kende niet alleen uithoven, maar ontleende zijn betekenis ook aan de dochterkloosters, kloosters die vanuit het klooster gesticht werden, en die soms, maar zeker niet altijd, de paterniteit van het moederklooster aannamen. Mariëngaarde was als eerste norbertijner klooster in Friesland een logische moeder. Het klooster Bethlehem (Bartlehiem) bij Oudkerk was zo'n dochterklooster. In 1208 nodigt Anastasia, hertogin van Pommeren, de monniken van Mariëngaarde uit het klooster Belbuc bij Treptow a/d Rega (het huidige Trzebiatów) opnieuw op te zetten en met nieuwe monniken te bezetten. In 1228 nodigt Anastasia het zusterklooster Bethlehem uit om dit te doen met het vrouwenklooster Marienbusch (Rubus Sanctae Mariae) in Treptow in Pommeren.
Het eerste norbertijner klooster in de Ommelanden, Oldeklooster in De Marne, kende wel een band met Mariëngaarde, maar was eerder een afsplitsing dan een dochterklooster. Bloemhof in Wittewierum had een dochter van Mariëngaarde kunnen zijn, maar Siardus had onvoldoende vertrouwen in de levensvatbaarheid van deze stichting.